# Justyna Krzyżanowska
Justyna Krzyżanowska, o Justyna Chopin (Tekla Justyna Krzyżanowska, Justyna z Krzyżanowskich Chopinowa) (Długie, in Polonia, 14 settembre 1782 – Varsavia, 1º ottobre 1861), è stata la madre di Fryderyk Chopin.

## Biografia
Originaria della piccola nobiltà di Cuiavia, è la figlia di Jakub Krzyżanowski (1729-1805), agricoltore della tenuta Długie al momento della nascita di Justyna, dopo essere stato amministratore della tenuta di Izbica, entrambi appartenenti al conte Kacper Skarbek (1763-1823). Riceve una buona educazione, sa suonare il piano e cantare con la sua voce da soprano. 
Intorno al 1800 ebbe luogo la separazione di Kacper Skarbek e sua moglie Ludwika Fengerowa; lei vendette le tenute di Cujavia per saldare i debiti di suo marito, che andò all'estero e con il resto acquistò un'area vicino a Varsavia, Żelazowa Wola. Non è noto se Justyna vivesse a Zelazowa Wola in quel momento o solo dopo la morte di suo padre. Justyna ha il ruolo di governante della casa, di controllo dei domestici e di dama di compagnia. Lì incontra il precettore dei figli della contessa (in particolare di Fryderyk Skarbek), Nicolas Chopin, assunto nel 1802. Nicolas e Justyna si sposano nel Giugno del 1806. Non vivevano più quindi nel maniero della contessa, ma in una casetta accanto (ora un museo: Dom Urodzenia Fryderyka Chopina), ma la accompagnavano tuttavia quando si recava a Varsavia. 
A quel tempo, dal 1795, l'intera regione si trovava nell'area annessa dalla Prussia durante la terza spartizione della Polonia, formando la provincia della Prussia meridionale. Ma, alla fine del 1806, dopo la vittoria di Jena, ci fu l'arrivo delle truppe francesi e nel luglio 1807, la creazione da parte di Napoleone del ducato di Varsavia a partire da questa provincia prussiana. 
Nel 1807 nacque (a Varsavia) una prima figlia, Ludwika, un secondo all'inizio del 1810: Fryderyk Franciszek. Gli Chopin lasciarono Zelazowa Wola nell'ottobre del 1810, Nicolas divenne professore al liceo di Varsavia. Nacquero altre due bambine: Izabela (1811) ed Emilia (1812). I bambini Chopin ebbero una buona istruzione, soprattutto perché Justyna detenne per alcuni anni una pensione per giovani nobili, tra i quali Fryderyk trovò amici (in particolare i fratelli Wodzinski) mentre suo marito diventò professore ordinario al Liceo, poi professore all'École du Génie, in un regno di Polonia ormai sotto il dominio della Russia. 
La vita di Justyna è stata segnata dal lutto: dopo Emilia, che morì di tubercolosi nel 1827, Nicolas, in pensione dal 1837, morì nel 1844, Fryderyk nel 1849 e Ludwika nel 1855. Solo Izabela sopravvisse a sua madre fino al 1881. 
Poiché Fryderyk non tornò mai in Polonia dopo la sua partenza per Vienna nel novembre 1830, Justyna (così come Nicolas) lo rivide solo una volta, nell'agosto 1835, durante un soggiorno nella città termale di Carlsbad, allora nell'impero austriaco (ora Karlovy Vary, nella Repubblica ceca), passando con lui un mese intero dopo cinque anni di lontananza.
Justyna morì il 1º ottobre 1861 a Varsavia; è stata sepolta insieme al marito al Cimitero Powązki.